# Singair
Singair (en bengali : সিঙ্গাইর) est une upazila du Bangladesh dans le district de Manikganj. En 1991, on y dénombrait 231 628 habitants.